# Anarete iridis
Anarete iridis är en tvåvingeart som först beskrevs av Cockerell 1914.  Anarete iridis ingår i släktet Anarete och familjen gallmyggor. Inga underarter finns listade i Catalogue of Life.